# Rosario Gálvez
Rosario Gálvez (Cidade do México, 15 de outubro de 1926) foi uma atriz mexicana.

## Filmografia

### Cinema
- Reclusorio (1997) .... Juez (segmento "Eutanasia o asesinato")
- Mama Dolores (1971)
- Cristo 70 (1970)
- La marcha de Zacatecas (1969)
- La puerta y la mujer del carnicero (1968) .... Invitada (segmento "La puerta")
- El comandante Furia (1966)
- Los cuatro Juanes (1966) .... Sabina
- Atrás de las nubes (1962) .... Mujer casada
- La trampa mortal (1962)
- Tres tristes tigres (1961)
- La máscara de la muerte (1961)
- El correo del norte (1960)
- Mi niño, mi caballo y yo (1959)
- Flor de canela (1959)
- Ando volando bajo (1959)
- Sabrás que te quiero (1958)
- La Diana cazadora (1957)
- La culpa de los hombres (1955)
- Para siempre (1955) .... Susi
- La gaviota (1955)
- Los paquetes de Paquita (1955)
- ¿Mujer... o fiera? (1954)
- Maldita ciudad (un drama cómico) (1954)
- La entrega (1954) .... Amiga de Julia
- El joven Juárez (1954)
- Cuando me vaya (1954)
- Amor, qué malo eres! (1953)
- Sentenciado a muerte (1951)
- Salón de belleza (1951) .... Elvira

### Televisão
- Mujer, casos de la vida real (1997-2000)
- Mi pequeña traviesa (1997) .... Sofía (1997-1998)
- Bajo un mismo rostro (1995) .... Luciana de Gorostiaga
- Prisionera de amor (1994) .... Eugenia
- Tenías que ser tú (1992-1993)
- La sonrisa del diablo (1992) .... Lena San Román
- Atrapada (1991) .... Tomasa (1991-1992)
- Un rostro en mi pasado (1990) .... Pacita
- Victoria (1987) .... Sofía Williams y Montero (1987-1988)
- Yesenia (1987) .... Amparo
- Cicatrices del alma (1986) .... Pastora
- Bodas de odio (1983) .... Paula de Mendoza
- La búsqueda (1982)
- Cancionera (1980) .... Amparo
- Vamos juntos (1979) .... Catalina
- Doménica Montero (1978) .... Angélica
- Ven conmigo (1975) .... Laura
- Extraño en su pueblo (1973) .... Irene
- Pequeñeces (1971) .... Isabel
- La tormenta (1967) .... Carmen Cerdán
- Deborah (1967)
- La búsqueda (1966)
- El abismo (1965)

## Prêmios e indicações

### TVyNovelas
| Ano  | Categoria                | Telenovela    | Resultado |
| ---- | ------------------------ | ------------- | --------- |
| 1988 | Melhor atriz principal   | Victoria      | Venceu    |
| 1984 | Melhor atriz antagonista | Bodas de odio | Indicado  |